# Baltimore Bullets 1963-1964
La stagione 1963-64 dei Baltimore Bullets fu la 3ª nella NBA per la franchigia.
I Baltimore Bullets arrivarono quarti nella Western Division con un record di 31–49, non qualificandosi per i play-off.

## Risultati
| Squadra                | V  | P  | %    | GB |
| ---------------------- | -- | -- | ---- | -- |
| San Francisco Warriors | 48 | 32 | 60,0 | -  |
| St. Louis Hawks        | 46 | 34 | 57,5 | 2  |
| Los Angeles Lakers     | 42 | 38 | 52,5 | 6  |
| Baltimore Bullets      | 31 | 49 | 38,8 | 17 |
| Detroit Pistons        | 23 | 57 | 28,8 | 25 |

## Roster
| N° | Naz.                   | Ruolo | Sportivo         | Anno | Alt. | Peso |
| -- | ---------------------- | ----- | ---------------- | ---- | ---- | ---- |
| 8  | Stati Uniti (bandiera) | C     | Walt Bellamy     | 1939 | 211  | 102  |
| 12 | Stati Uniti (bandiera) | AC    | Bill McGill      | 1939 | 206  | 102  |
| 12 | Stati Uniti (bandiera) | G     | Gene Shue        | 1931 | 188  | 77   |
| 14 | Stati Uniti (bandiera) | C     | Paul Hogue       | 1940 | 206  | 109  |
| 14 | Stati Uniti (bandiera) | AG    | Larry Staverman  | 1936 | 201  | 93   |
| 16 | Stati Uniti (bandiera) | GA    | Mel Peterson     | 1938 | 193  | 84   |
| 16 | Stati Uniti (bandiera) | A     | Roger Strickland | 1940 | 196  | 91   |
| 21 | Stati Uniti (bandiera) | GA    | Sihugo Green     | 1933 | 188  | 84   |
| 22 | Stati Uniti (bandiera) | AP    | Don Kojis        | 1939 | 191  | 92   |
| 23 | Stati Uniti (bandiera) | AC    | Charlie Hardnett | 1938 | 203  | 102  |
| 25 | Stati Uniti (bandiera) | AG    | Gus Johnson      | 1938 | 198  | 104  |
| 35 | Stati Uniti (bandiera) | A     | Barney Cable     | 1935 | 201  | 79   |
| 43 | Stati Uniti (bandiera) | GA    | Terry Dischinger | 1940 | 201  | 86   |
| 44 | Stati Uniti (bandiera) | G     | Rod Thorn        | 1941 | 193  | 88   |
| 52 | Stati Uniti (bandiera) | G     | Larry Comley     | 1939 | 196  | 95   |
| 52 | Stati Uniti (bandiera) | G     | Kevin Loughery   | 1940 | 191  | 86   |

## Staff tecnico
- Allenatore: Slick Leonard